# Février 1889

## Événements
- 4 février, France : à la suite du refus des chambres d'accorder à la compagnie du canal de Panama une prorogation, celle-ci est dissoute et liquidée. Plus de 870 000 souscripteurs, en majorité des petits épargnants français, perdent leurs versements et sont ruinés. Nombre d'entre eux se suicident. Début du Scandale de Panama (1889-1893).

- 8 février : protectorat italien sur les sultanats d’Obbia (ratifié le 7 avril[1]) et de Midjertein.

- 11 février (Japon) : promulgation de la Constitution de Meiji, rédigée par le prince Hirobumi Itō (1848-1909). Elle établit deux Chambres, l’une élue au suffrage censitaire, l’autre, en partie nommée, la Chambre des pairs. Les Chambres forment le parlement impérial. La Constitution confère au parlement (Diète) le droit de discuter et d’approuver le budget, celui de faire les lois. Les compétences des deux Chambres étant sensiblement les mêmes, aucune loi n’est adoptée si l’une ou l’autre de ces instances ne l’approuve. Le Japon devient le premier pays non européen à se doter d’une constitution moderne.

- 12 février : assassinat du ministre de l’éducation japonais Mori Arinori par un prêtre du shintô.

- 13 février, France : rétablissement du scrutin d'arrondissement pour les élections législatives.

- 18 février : le général Archinard prend Koundian. Il conquiert les restes de l’empire de El Hadj Omar (Mali) de 1889 à 1892.

## Naissances
- 2 février : Jean de Lattre de Tassigny, maréchal de France († 11 janvier 1952).
- 3 février : Carl Theodor Dreyer, réalisateur danois.
- 4 février : Maurice Orban, homme politique belge († 21 mai 1977).
- 7 février : Harry Nyquist, scientifique suédois († 1976).
- 11 février : Léon Comès, coureur cycliste français († 16 octobre 1915).
- 12 février : Canhoto, guitariste brésilien († 7 février 1928).